# Pippo e lo sport in Calciomania
Pippo e lo sport in Calciomania (Sport Goofy in Soccermania) è un cortometraggio televisivo d'animazione diretto da Matthew O'Callaghan e Darrell Van Citters, prodotto dalla Walt Disney Feature Animation e trasmesso per la prima volta il 27 maggio 1987 sulla NBC come parte del più ampio speciale di montaggio Pippo nel pallone (An All New Adventure of Disney's Sport Goofy). Tale titolo è stato poi erroneamente usato anche per la distribuzione in home video di Pippo e lo sport in Calciomania.
Il cortometraggio non ha come protagonista il personaggio di Sport Goofy, ma un alter ego sportivo dello stesso Pippo (chiamato Pippo Sport nell'edizione italiana) intento ad allearsi con Paperon de' Paperoni, Qui, Quo e Qua per sventare i piani criminali della Banda Bassotti, al suo esordio sullo schermo. Il cortometraggio (che vede anche la prima apparizione animata di Archimede Pitagorico) venne animato dalle allora giovani leve della Disney come Kirk Wise, Will Finn, Ed Gombert, Kelly Asbury, Kevin Lima, Tony Fucile e Rob Minkoff che sarebbero in seguito diventati registi e animatori di punta della Walt Disney Feature Animation.

## Trama
Qui, Quo e Qua si recano da Paperone per chiedere il suo contributo al programma sportivo cittadino di Paperopoli. Il ricco papero dovrà contribuire a comprare un trofeo per il campionato di calcio dal misero costo di 1.49$, ma Paperone, terrorizzato dal fatto di dover spendere, regala ai nipotini un trofeo che già possedeva, completamente ammaccato.
Mentre sono di ritorno a casa delusi, Qui Quo e Qua incontrano il direttore del museo di arte antica di Paperopoli, che rivela ai tre ragazzi che il trofeo datagli dallo zio possiede un incredibile valore storico. Paperone viene a sapere dello sbaglio fatto e cerca di riprendersi il trofeo offrendone un altro ai nipoti. Quest'ultimi gli rivelano, però, che ormai l'unico modo di riaverlo è quello di vincerlo. I quattro si recano in un negozio di sport per comprare della nuova attrezzatura per la squadra (chiamata le Maglie Verdi), iniziando da un pallone nuovo. Il commesso si rivela essere Pippo Sport, un tipo incredibilmente abile nel gioco del calcio. Paperone lo impiega così come allenatore e giocatore della squadra come capitano.
Quest'ultima si rivela essere un vero disastro, assolutamente incapace nel gioco e composta da molti disadattati, così Paperone inizia a pensare che il trofeo sia ormai irraggiungibile, ma sotto Pippo, grazie ai suoi allenamenti e alla sua pazienza, migliorano la loro tecnica e usano al meglio le loro caratteristiche. Intanto, anche i Bassotti vengono a sapere del trofeo in palio e decidono di creare una propria squadra per poi vincerlo, ovviamente ricorrendo a trucchi ed imbrogli. Sia i Bassotti che la squadra di Paperone arrivano in finale e i furfanti decidono di non correre troppi rischi, rapendo Pippo e portandolo nel loro covo. Le Maglie Verdi, a causa dell'assenza di Pippo, entrano in campo demoralizzati e i Bassotti terminano il primo tempo col risultato di 10-0, anche facendo cadere gli occhiali all'arbitro, impedendogli così di vedere e fischiare i loro imbrogli. 
Pippo, intanto, riesce a scappare dal covo dei furfanti e a raggiungere la squadra prima della ripresa. Le Maglie Verdi si riprendono e riescono così a pareggiare. Subito dopo, Pippo entra in area, ma i Bassotti lo fermano in maniera irregolare, saltandogli addosso e picchiandolo. Paperone aiuta l'arbitro a ritrovare gli occhiali, così da fargli fischiare il calcio di rigore. I Bassotti sostituiscono il pallone con uno contenente una bomba all'interno e affidano al più tonto del gruppo il compito di premere il pulsante rosso appena la palla verrà calciata. Il Bassotto sbaglia però il pulsante premendo quello verde, permettendo a Pippo di tirare normalmente e di segnare il gol della vittoria. 
Mentre le Maglie Verdi festeggiano, uno dei Bassotti preme il pulsante rosso e l'esplosione della bomba fa volare l'intera banda in aria e la fa ricadere dentro un cellulare, che li porta immediatamente in prigione. Dopo aver donato il trofeo al museo di Paperopoli, Paperone raggiunge la squadra per una foto ricordo.

## Personaggi e doppiatori
| Personaggio          | Doppiatore originale | Doppiatore italiano                       |
| -------------------- | -------------------- | ----------------------------------------- |
| Pippo Sport          | Tony Pope            | Renato Cortesi                            |
| Paperon de' Paperoni | Will Ryan            | Gigi Angelillo                            |
| Banda Bassotti       | Will Ryan            | Paolo Buglioni Mauro Gravina Piero Tiberi |
| Archimede Pitagorico | Will Ryan            | Gil Baroni                                |
| Qui                  | Russi Taylor         | Paola Giannetti                           |
| Quo                  | Russi Taylor         | Giuppy Izzo                               |
| Qua                  | Russi Taylor         | Lorena Bertini                            |
| Telecronista         | Chick Hearn          | Gianni Williams                           |

## Edizione italiana
L'edizione italiana di Pippo nel pallone fu curata dalla Royfilm e il doppiaggio fu eseguito dal Gruppo Trenta su dialoghi di Andrea De Leonardis. Nei primi anni 1990 la Royfilm fece ridoppiare quasi completamente lo speciale nuovamente dal Gruppo Trenta, sotto la direzione di Gil Baroni. Il ridoppiaggio interessò parzialmente anche Pippo e lo sport in Calciomania: in tale occasione infatti furono ridoppiati i personaggi di Pippo Sport (da Vittorio Amandola), Qui, Quo e Qua (da Laura Lenghi).

## Edizioni home video
In Italia Pippo nel pallone fu distribuito direttamente in VHS nel gennaio 1988. Pippo e lo sport in Calciomania fu poi incluso separatamente, nella versione parzialmente ridoppiata, nelle VHS Pippo star dei mondiali (uscita nel maggio 1994) e Pippo follie mondiali (allegata a La Gazzetta dello Sport nel giugno 1998) e nel DVD Extreme Sports Fun (uscito il 16 novembre 2005). In tutte e tre queste raccolte il cortometraggio è presentato col titolo Pippo nel pallone.